# Glyphicnemis californica
Glyphicnemis californica är en stekelart som först beskrevs av Cresson 1879.  Glyphicnemis californica ingår i släktet Glyphicnemis och familjen brokparasitsteklar. Inga underarter finns listade i Catalogue of Life.